# Kód banky
Kódy bank (Kódy platebního styku) jsou čtyřmístná čísla, která slouží k jednoznačné identifikaci banky. Svůj unikátní kód má každá česká banka, spořitelna i spořitelní a úvěrní družstva. 
Pro účely vnitrostátního, tedy českého, platebního styku se uvádí za identifikátorem účtu klienta. Zpravidla se odděluje lomítkem.
V případě čísla účtu ve formátu IBAN se kód uvádí na pátém až osmém znaku.
Pro některé zahraniční platby se používá BIC kód (SWIFT kód). 
Kódy platebního styku zveřejňuje Česká národní banka v Číselníku kódů platebního styku.

## Kódy platebního styku v Česku
V tabulce jsou uvedeny kódy bank, stavebních spořitelen a družstevních záložen.
| Kód platebního styku | Poskytovatel platebních služeb                                                                  |
| -------------------- | ----------------------------------------------------------------------------------------------- |
| 0100                 | Komerční banka, a.s.                                                                            |
| 0300                 | Československá obchodní banka, a. s.                                                            |
| 0600                 | MONETA Money Bank, a.s.                                                                         |
| 0710                 | ČESKÁ NÁRODNÍ BANKA                                                                             |
| 0800                 | Česká spořitelna, a.s.                                                                          |
| 2010                 | Fio banka, a.s.                                                                                 |
| 2060                 | Citfin, spořitelní družstvo                                                                     |
| 2070                 | TRINITY BANK a.s.                                                                               |
| 2100                 | Hypoteční banka, a.s.                                                                           |
| 2200                 | Peněžní dům, spořitelní družstvo                                                                |
| 2220                 | Artesa, spořitelní družstvo                                                                     |
| 2250                 | Banka CREDITAS a.s.                                                                             |
| 2260                 | NEY spořitelní družstvo                                                                         |
| 2275                 | Podnikatelská družstevní záložna                                                                |
| 2600                 | Citibank Europe plc, organizační složka                                                         |
| 2700                 | UniCredit Bank Czech Republic and Slovakia, a.s.                                                |
| 3030                 | Air Bank a.s.                                                                                   |
| 3050                 | BNP Paribas Personal Finance SA, odštěpný závod                                                 |
| 3060                 | PKO BP S.A., Czech Branch                                                                       |
| 3500                 | ING Bank N.V.                                                                                   |
| 4000                 | Max banka a.s. (dříve Expobank CZ)                                                              |
| 4300                 | Národní rozvojová banka, a.s.                                                                   |
| 5500                 | Raiffeisenbank a.s.                                                                             |
| 5800                 | J&T BANKA, a.s.                                                                                 |
| 6000                 | PPF banka a.s.                                                                                  |
| 6100                 | Raiffeisenbank a.s. (do 31. 12. 2021 Equa bank a.s.)                                            |
| 6200                 | COMMERZBANK Aktiengesellschaft, pobočka Praha                                                   |
| 6210                 | mBank S.A., organizační složka                                                                  |
| 6300                 | BNP Paribas S.A., pobočka Česká republika                                                       |
| 6363                 | Partners Banka, a.s.                                                                            |
| 6700                 | Všeobecná úverová banka a.s., pobočka Praha                                                     |
| 6800                 | Sberbank CZ, a.s. v likvidaci                                                                   |
| 7910                 | Deutsche Bank Aktiengesellschaft Filiale Prag, organizační složka                               |
| 7950                 | Raiffeisen stavební spořitelna a.s.                                                             |
| 7960                 | ČSOB Stavební spořitelna, a.s.                                                                  |
| 7970                 | MONETA Stavební Spořitelna, a.s.                                                                |
| 7990                 | Modrá pyramida stavební spořitelna, a.s.                                                        |
| 8030                 | Volksbank Raiffeisenbank Nordoberpfalz eG pobočka Cheb                                          |
| 8040                 | Oberbank AG pobočka Česká republika                                                             |
| 8060                 | Stavební spořitelna České spořitelny, a.s.                                                      |
| 8090                 | Česká exportní banka, a.s.                                                                      |
| 8150                 | HSBC Continental Europe, Czech Republic                                                         |
| 8190                 | Sparkasse Oberlausitz-Niederschlesien                                                           |
| 8198                 | FAS finance company s.r.o.                                                                      |
| 8199                 | MoneyPolo Europe s.r.o.                                                                         |
| 8200                 | PRIVAT BANK der Raiffeisenlandesbank Oberösterreich Aktiengesellschaft, pobočka Česká republika |
| 8220                 | Payment execution s.r.o.                                                                        |
| 8230                 | ABAPAY s.r.o.                                                                                   |
| 8240                 | Družstevní záložna Kredit, v likvidaci                                                          |
| 8250                 | Bank of China (CEE) Ltd. Prague Branch                                                          |
| 8255                 | Bank of Communications Co., Ltd., Prague Branch odštěpný závod                                  |
| 8265                 | Industrial and Commercial Bank of China Limited, Prague Branch, odštěpný závod                  |
| 8270                 | Fairplay Pay s.r.o.                                                                             |
| 8280                 | B-Efekt a.s.                                                                                    |
| 8293                 | Mercurius partners s.r.o.                                                                       |
| 8299                 | BESTPAY s.r.o.                                                                                  |
| 8500                 | Ferratum Bank plc                                                                               |